# Nannopsittaca dachilleae
Nannopsittaca dachilleae е вид птица от семейство Папагалови (Psittacidae), единствен представител на род Nannopsittaca. Видът е почти застрашен от изчезване.

## Разпространение
Видът е разпространен в Боливия, Бразилия и Перу.